# Idom Å og Ormstrup Hede
Idom Å og Ormstrup Hede este o arie protejată (arie specială de conservare — SAC, sit de importanță comunitară — SCI) din Danemarca întinsă pe o suprafață de 494 ha, integral pe uscat.

## Localizare
Centrul sitului Idom Å og Ormstrup Hede este situat la coordonatele 56°18′46″N 8°30′03″E / 56.312778°N 8.500833°E.

## Înființare
Situl Idom Å og Ormstrup Hede a fost declarat sit de importanță comunitară în septembrie 2001 pentru a proteja 3 specii de animale. Situl a fost protejat și ca arie specială de conservare în decembrie 2011.

## Biodiversitate
Situată în ecoregiunea atlantică, aria protejată conține 9 habitate naturale: Vegetație psamofilă uscată cu pășuni deschise de Corynephorus și Agrostis, Mlaștini turboase de tranziție și turbării mișcătoare, Vegetație psamofilă uscată cu Calluna și Empetrum nigrum, Mlaștini alcaline, Formațiuni ierboase bogate în specii de Nardus, dezvoltate pe substraturi silicioase în zone montane (și în zone submontane, în Europa continentală), Pajiști cu Molinia pe soluri calcaroase, turboase sau argilos-nămoloase (Molinion caeruleae), Pajiști uscate europene, Cursuri de apă de la nivel de câmpie la nivel montan, cu vegetație Ranunculion fluitantis și Callitricho-Batrachion, Pajiști umede nord-atlantice cu Erica tetralix.
La baza desemnării sitului se află mai multe specii protejate:
- mamifere (1): vidră de râu (Lutra lutra)
- pești (2): cicar (Lampetra planeri), somonul (Salmo salar)